# Jupiter (журнал)
Юпитер (англ. Jupiter) — британский журнал научной фантастики. Основанный в 2003 году, журнал пользуется репутацией солидного малого издания в соответствующей области, как отмечено в обзоре SFcrowsnest. По оценке журнала SFRevue, является «забавным журналом». Журнал выходит четыре раза в год в «минималистском» формате (с чёрно-белой обложкой, без внутренних иллюстраций, с краткой редакционной статьёй, скреплён посередине). Каждый выпуск журнала носит название в честь одного из спутников Юпитера, с порядковым номером, соответствующим порядковому номеру выпуска журнала. В октябре 2014 года вышел 46-й выпуск, названный в честь спутника Карме.
В журнале публиковались такие авторы как Леви Тидар, Дэвид Ирланд, Эрик Браун, Дэвид Коньерс, Питер Теннант, Эндрю Хук и Кармело Рафала.